# Jamil Siebert
Jamil Siebert (* 2. April 2002 in Düsseldorf) ist ein deutscher Fußballspieler, der aktuell bei Fortuna Düsseldorf unter Vertrag steht.

## Karriere

### Verein
Siebert begann in seiner Geburtsstadt mit dem Fußball. Er spielte zunächst für den Düsseldorfer SC 99, bis er schon in jungen Jahren zum Stadtrivalen Fortuna Düsseldorf wechselte. Dort spielte er in der Saison 2018/19 mit den B1-Junioren (U17) in der B-Junioren-Bundesliga und kam schon zu ersten Einsätzen für die A-Junioren (U19) in der A-Junioren-Bundesliga. In der Saison 2019/20 gehörte Siebert schließlich fest der U19 an. Im Januar 2020 absolvierte der 17-Jährige unter Friedhelm Funkel die Wintervorbereitung mit der Bundesligamannschaft.
Die Vorbereitung auf die Saison 2020/21 absolvierte Siebert, der noch ein Jahr in der U19 spielen könnte, unter Uwe Rösler mit der Profimannschaft, die in die 2. Bundesliga abgestiegen war. Am 26. September 2020 debütierte der Innenverteidiger in der zweithöchsten deutschen Spielklasse, als er beim 1:0-Sieg gegen die Würzburger Kickers kurz vor dem Spielende eingewechselt wurde. Im Februar 2021 unterschrieb er, trotz Angeboten aus der Bundesliga, seinen ersten Profivertrag bei der Fortuna bis Juni 2024.
Am 31. Januar 2022 wurde Siebert bis zum Ende der Saison an den Drittligisten FC Viktoria Köln ausgeliehen. Fortuna Düsseldorf verlieh Siebert im Anschluss an die abgelaufene Leihe für eine weitere Saison, bis zum Ende der Spielzeit 2022/23, an die Viktoria. Den Vertrag mit Siebert verlängerte man bis Juni 2025.

### Nationalmannschaft
Siebert bestritt seit 2019 für die U18, U20 und U21 des DFB bis September 2023 insgesamt zehn Spiele.

## Titel
- Mittelrheinpokalsieger (2): 2022, 2023 (beide FC Viktoria Köln)